# Robert Graf von Zedlitz-Trützschler (1863–1942)
Karl Konstantin Friedrich Eduard Robert Graf von Zedlitz und Trützschler (* 16. August 1863 in Nieder-Großenborau, Landkreis Freystadt i. Niederschles., heute Borów Wielki, Gemeinde Nowe Miasteczko; † 12. Juli 1942 in Breslau) war ein deutscher Verwaltungsbeamter und Autor.

## Leben
Robert Graf von Zedlitz-Trützschler war ein Sohn des gleichnamigen preußischen Kultusministers Robert von Zedlitz-Trützschler und seiner Ehefrau Agnes, geborene von Rohr-Levetzow. Seine durch die Bekennende Kirche bekanntgewordene jüngere Schwester war die Widerstandskämpferin Ruth von Kleist-Retzow, die mit dem Landrat Jürgen von Kleist-Retzow verheiratet war.
Zedlitz-Trützschler diente zwölf Jahre am kaiserlichen Hof in Berlin, zunächst ab 1898 als persönlicher Adjutant von Joachim Albrecht Prinz von Preußen, dann von 1903 bis 1910 als Hofmarschall bei Kaiser Wilhelm II.
Seine Erinnerungen an diese Zeit verarbeitete er in einem gleichnamigen Buch, das mehrere Auflagen erlebte und auch ins Englische und Französische übersetzt wurde.

## Familie
Er heiratete am 21. Februar 1899 in Berlin Olga Bürgers (* 1. Oktober 1876; † 24. März 1969). Das Paar hatte mehrere Kinder:
- Joachim Maximilian Robert (Rob) (* 18. Dezember 1899; † 2. März 1937) ⚭ 1921 Renata von Tschammer und Osten (* 21. September 1897; † 2. November 1987)
- Friedrich-Carl Robert (* 28. Juni 1901; † 1. September 1999) ⚭ 1927 (Scheidung vor 1931) Nobile Maria Teresa Brentano-Grosse (* 30. November 1902; † 27. Juli 1978)
- Carl Eduard Konstantin (* 17. Dezember 1915; † 27. Juli 1941), Oberleutnant der Luftwaffe

## Schriften
- Zwölf Jahre am deutschen Kaiserhof. Deutsche Verlags-Anstalt, Stuttgart 1923.

## Weitere Literatur
- Zwölf Jahre am deutschen Kaiserhof. In: Berliner Tageblatt, Nr. 509, 30. Oktober 1923.
- Die Erinnerungen des Grafen Zedlitz-Trützschler, In: Neue Freie Presse, Nr. 21292, 20. Dezember 1923.
- Graf Zedlitz-Trützschler gestorben, In: Frankfurter Zeitung, Nr. 357, 16. Juli 1942.